# 太太 請小心輕放
《嬌妻出沒注意》為2017年10月4日起於日本電視台「水十」（週三晚上10點）時段播出的連續劇。由綾瀨遙主演。

## 劇情概要
伊佐山菜美（綾瀨遙飾演）是一個孤兒，從小就被訓練成特務，為了擺脫不堪回首的過去，實現自己的夢想－擁有自己的家庭，菜美以假自殺的方式脫離特務生活，並以假名（即菜美）回到日本過著一般的生活，之後在聯誼會上邂逅IT老闆勇輝（西島秀俊飾演），沒多久並結婚，成為了家庭主婦，還在新的社區結識了兩名好友大原優里和佐藤京子。原本希望能過著平凡主婦生活的菜美，不久後並發現家家都有本難念的經。故事並在菜美運用特務時期習得的武打能力解決周遭友人所遭遇的麻煩而展開。

## 登場人物

### 主要人物
伊佐山菜美（30）：綾瀨遙（幼少時期：高松咲希、12歲：内田未來）
本劇主角。對於平凡家庭生活相當期待的新手主婦。舊姓片山。其真實身份是國際特務。
大原優里（35）（第9集、第10集☆）：廣末涼子
菜美的鄰居好友，家庭主婦，育有一子。
佐藤京子（28）（第5集、第10集☆）：本田翼
菜美的鄰居好友，家庭主婦。
伊佐山勇輝（38）：西島秀俊
菜美的丈夫，與友人合夥經營IT企業。其真實身份是警察。
大原啓輔（56）：石黑賢
優里的丈夫，大學教授。
大原啓吾（10）：川口和空
優里與啓輔的兒子。
佐藤涉（28）：中尾明慶
京子的丈夫，電器製造公司的白領上班族。
佐藤良枝（60）：銀粉蝶
渉的母親，與渉及京子同住。

#### 橫溝賣春集團的相關人物
安西：小關裕太（第7集－第9集）
於聯誼活動中與優里聊天並交換電子郵件地址的青年。
河野佳子（第10集★）：宮下今日子（第5集、第7集、第9集、第10集）
優里的媽媽好友。實為橫溝賣春集團成員，以LINE物色賣春主婦人選。
恩田（第10集★）：山口翔悟（第5集、第7集、第9集、第10集）
橫溝的部下。
磯川（第10集★）：白石直也（第5集、第7集、第9集、第10集）
橫溝的部下。
橫溝健（42）（第10集★）：玉山鐵二
第5集起登場。於菜美等人居住的光櫻町出沒的神秘人物。真實身分為橫溝橫溝賣春集團主腦。

### 客串
☆為被害人。★為受到菜美制裁的人物。

#### 第1集
水上知花（24）☆：倉科加奈
菜美在料理教室認識的主婦，飽受丈夫家暴之苦。
水上喬史★：近藤公園
知花的丈夫。

#### 第2集
落合夏希☆：高岡早紀
菜美在和服教室認識的主婦，曾為知名AV女星。
落合貞之：櫻井聖
夏希的丈夫。得知妻子曾為AV女星的過去後，向妻子表明需要思考的時間便離家，在問題解決後仍希望與妻子在一起，因而回到家中。
教會的牧師：大西武志（第6集）
照料遭遺棄於教會的菜美的牧師。當時替菜美取名「優子」。
的場★：岡部貴志
引介夏希拍攝AV並熟知夏希所有一切的人物，之後以此為把柄出言恐嚇夏希，並向她索討金錢。
三好：大河内浩
光櫻町社區委員會會長。
野村：大川浩樹
光櫻町社區委員會會員。
井谷：川俣忍
光櫻町社區委員會會員。
花純：吉岡千波
遭的場監禁在隱密場所的翹家少女。最終被菜美解救。

#### 第3集
相良貴子★：青木沙耶加
前女子摔角選手，打算與自己離婚的丈夫信人對理沙頻頻示好，再加上兒子拓也於幼兒足球隊與理沙的兒子有差別待遇，因而相當嫉妒理沙，頻頻對理沙作出欺凌的行為。
清水理沙☆：小野百合子
倍受貴子欺凌所苦的主婦。
貴子的跟班主婦：瑛蓮、早織、松本沙耶加、井端珠里、田口寛子
相良信人（41）：奥田洋平
貴子的丈夫，認為自己與貴子之間的緣分已盡，打算向貴子提出離婚。

#### 第4集
西條美佐子☆：星野真里
讀書會發起人，遭到誘拐的悠斗獲釋之後，得知光雄與真純的外遇真相，最終與光雄離婚。
吉野真純：佐野日向子
悠斗的家庭教師。
洗衣店店主：西尾麻里（第7集－第10集）
「利物浦洗衣店」的店主，熟知菜美過去所有事的情報通。
西條光雄：古屋隆太
美佐子的丈夫，與真純有外遇關係。
大塚秀人★：柾木玲彌
誘拐悠斗的主嫌。
秀人的朋友★：勸修寺保都、三船海斗
誘拐悠斗的共犯。
西條悠斗：志水透哉
光雄與美佐子的兒子。

#### 第5集
隨意搭訕的青年：落合扶樹
於酒吧「Pangaea」搭訕前往洗手間的優里遭拒後，原本欲再向與菜美和京子會合的優里搭訕，途中因菜美的出現而打消念頭。
隨意搭訕的青年★：小林龍樹
在菜美打算拿水給酒醉的京子喝離席的空檔，強行將京子帶到VIP房，與2個在房內等候的同夥意謀對京子不軌；之後碰上進入VIP房且將身上穿的毛衣捲成雙截棍的菜美，被菜美一一制伏。

#### 第6集
吉岡冴月：酒井美紀
插花教室的學員。半年前在教室認識了靖子及千尋，言談間得知三人同年、都是短大畢業，之後成了無話不說的好友。得知丈夫曾性侵害靖子後，於3個月前協助兩人共同謀殺丈夫。沒有選擇自首，而是選擇搬離光櫻町。
藤村靖子：蘆名星
冴月的同好朋友。15年前遭受達郎性侵害，與好友千尋密謀殺害達郎，在千尋以榔頭擊倒達郎後，手持瑞士刀刺入達郎的心臟，達郎因此一刀斃命身亡。沒有選擇自首，而是選擇搬離光櫻町。
加藤千尋：原田佳奈
冴月的同好朋友。當時與靖子一樣遭受達郎性侵害。與好友靖子密謀殺害達郎後，為掩滅證據而將沾有達郎DNA及血跡的花束洗過一次，最後花束被菜美丟棄。沒有選擇自首，而是選擇搬離光櫻町。
野上：赤間麻里子
插花教室的講師。
吉岡達郎：竹財輝之助
冴月的丈夫。於光櫻町車站前開業的牙醫師。15年前接連性侵害靖子與千尋，遭意圖報復的兩人殺害。

#### 第7集
小野寺友惠：霧島麗香
菜美一行人在茶會認識的主婦。舊姓石坂。患有絕症，得知僅剩半年生命後，希望能在死前與20年前大學時代分手的上原再見一面，因而拜託菜美等人代為尋人。喜愛古典樂及搖滾樂，在茶會上為了自己的丈夫，分別以大提琴及電吉他演奏拿手的樂曲。多年來處於不自由且不安定生活的她，希望能在生命走向終點之前改變現狀，向哲夫提出離婚。與上原結婚後，兩人搬至光櫻町同住。
上原幸平（46）：澀川清彥
友惠的初戀情人。之後與友惠結婚。大學畢業後環遊世界，之後因自己的夢想未能實現，一直處於居所及職業不定的狀態。5年前因違反出資義務遭判刑，依舊處於居所及職業不定的狀態而未思改變。
小野寺哲夫：若杉宏二
友惠的丈夫。之後與友惠離婚。
西河：平家秀樹
為索討債務而與手下將上原強行帶走，最終被菜美制服。
狙擊手：中村浩二
於結婚典禮上打算與派崔克狙撃菜美的狙擊手，之後被菜美制伏。
派崔克：BLAKE C
某國的大使館員。真實身分是諜報機關的東京分部負責人，為監視菜美的特務人員。

#### 第8集
坂崎藍子：柳敏
參加三浦夫妻主辦的家庭派對的主婦。在三浦的寢室裝設竊聽器，打算將聽到的收取賄賂經過錄製下來。之後將存有錄音内容的USB記憶卡交由菜美保管。
三浦妙子：相築彰子
三浦的妻子。邀請優里、菜美及住所附近的鄰居參加派對。
三浦廣大：富家規政
民志黨代理總召。擔任厚生勞働大臣時期，在審核老人之家設立認可時，疑似因收取賄賂遭到檢舉，内部舉發賄賂行為的女性之後自殺身亡。
闖空門的竊盜犯★：三元雅藝
假扮成光櫻町周邊的宅配業者闖空門的竊盜犯。受三浦雇用，打算殺害裝設竊聽器的藍子，之後遭菜美制服。菜美所有制裁的犯人中最強勁的對手。
情報節目主持人：宮地大介
於情報節目中與來賓小雪評論三浦疑似違法收受賄賂的相關新聞。

#### 第9集
神谷：少路勇介
伊佐山公司的部下。
浦邊：中村映里子
橫溝的組織成員，之後自殺身亡。
寺西冬美：佐河祐唯
背著京子私下與涉會面的公司同事。兩人進入旅館時，被尾隨在後的京子親眼目睹。
從事主婦賣春兼差的主婦：朝見心
於某旅館的804號房招客。
宇野：中谷早希
優里與安西相約會面的咖啡店店員。
男性賣春客：日向丈
於某旅館的805號房休息。
從事主婦賣春兼差的主婦：松菜乃子
於某旅館的805號房招客。
薫：西野瑠菜
將寫有謎樣女子（菜美）字樣的紙條交給小雪。

## 製作團隊
- 原案・劇本：金城一紀
- 總製作人：福士睦
- 製作人：枝見洋子、松本明子（AXON）
- 導演：豬股隆一、長沼誠、小室直子、山田信義
- 音樂：得田真裕
- 製作協助：AXON
- 製作出品：日本電視台

## 播出日程
| 集數                                                     | 播出日期 | 副標題       | 標題                                                     | 導演     | 收視率 | 備註       |
| -------------------------------------------------------- | -------- | ------------ | -------------------------------------------------------- | -------- | ------ | ---------- |
| 1                                                        | 10月4日  | 料理教室     | 史上最強的新手主婦出手解決問題！                         | 豬股隆一 | 11.4%  | 延長10分鐘 |
| 2                                                        | 10月11日 | 和服教室     | 隱瞞真相的主婦與不為人知過往的對決！                     | 豬股隆一 | 11.3%  |            |
| 3                                                        | 10月18日 | 訓練教室     | 與欺凌媽媽的女暴君與跟班之間的對決                       | 長沼誠   | 12.4%  |            |
| 4                                                        | 10月25日 | 讀書會       | 曾為特務的主婦所引發的誘拐事件！令人驚恐不已的主嫌是誰？ | 長沼誠   | 11.2%  |            |
| 5                                                        | 11月1日  | 太極拳教室   | 妻子們離家出走？保護在獲得自由的夜晚踏入險途的好友！     | 小室直子 | 14.5%  |            |
| 6                                                        | 11月8日  | 插花教室     | 發生殺人事件！理想夫妻所隱瞞的可怕秘密是什麼？           | 豬股隆一 | 12.9%  |            |
| 7                                                        | 11月15日 | 茶會         | 找到僅剩半年生命的好友的前男友？最終發現理想老公在說謊   | 山田信義 | 12.7%  |            |
| 8                                                        | 11月22日 | 家庭派對     | 發生連續闖空門事件！向襲擊丈夫的犯人進行華麗的復仇       | 小室直子 | 12.4%  |            |
| 9                                                        | 11月29日 | 最後的餐會   | 最後的敵人是欺騙他人的圈套！終於要揭發丈夫的真面目…      | 長沼誠   | 13.6%  |            |
| 10                                                       | 12月6日  | 我的甜蜜家庭 | 終於來到最終回！一切都是謊言…即便如此，我還是很愛他！    | 豬股隆一 | 14.1%  | 延長10分鐘 |
| 平均收視率12.7%%（收視率由Video Research於關東地區統計） |          |              |                                                          |          |        |            |

## 外部連結
- 日本電視台官方網站（页面存档备份，存于）

| 日本 日本電視台 日本電視台週三連續劇              | 日本 日本電視台 日本電視台週三連續劇             | 日本 日本電視台 日本電視台週三連續劇 |
| ------------------------------------------------- | ------------------------------------------------ | ------------------------------------ |
|                                                   | 太太 請小心輕放 （2017年10月4日－2017年12月6日） |                                      |
| 過度保護的加穗子 （2017年7月12日－2017年9月13日） | anone （2018年1月10日－2018年3月21日）           |                                      |

| 臺灣 緯來日本台 星期六 22:00 - 00:00          | 臺灣 緯來日本台 星期六 22:00 - 00:00              | 臺灣 緯來日本台 星期六 22:00 - 00:00       |
| --------------------------------------------- | ------------------------------------------------- | ------------------------------------------ |
|                                               | 嬌妻沒注意 （2017年10月7日－2017年12月9日）       |                                            |
| 搶救老公大作戰 （2017年7月15日－2017年9月23日） | 99.9 不可能的翻案2 （2018年1月20日－2018年3月24日） |                                            |
| 星期一至五 21:00 - 22:00                      |                                                   |                                            |
| 少女的時代 （2017年10月30日－2018年1月10日）    | 嬌妻沒注意 （2018年1月11日－2018年1月24日）       | 來自星星的他 （2018年1月25日－2018年2月7日） |

| 臺灣 緯來綜合台 星期一至五 21:00 - 22:00 | 臺灣 緯來綜合台 星期一至五 21:00 - 22:00     | 臺灣 緯來綜合台 星期一至五 21:00 - 22:00 |
| ---------------------------------------- | -------------------------------------------- | ---------------------------------------- |
|                                          | 嬌妻沒注意 （2020年7月15日 - 2020年7月28日） |                                          |
| 月嬌妻 （2020年6月30日 - 2020年7月14日） | 偽裝不倫 （2020年7月29日 - 2020年8月11日）   |                                          |